# Podisma ruffoi
Podisma ruffoi is een rechtvleugelig insect uit de familie veldsprinkhanen (Acrididae). De wetenschappelijke naam van deze soort is voor het eerst geldig gepubliceerd in 1971 door Baccetti.
1. ↑  (en) Podisma ruffoi op de IUCN Red List of Threatened Species.